# Taitafalk
Taitafalk (Falco fasciinucha) är en hotad afrikansk fågel i familjen falkar.

## Utseende och läten
Taitafalken är en liten (28–30 cm), satt och kortstjärtad falk med kraftiga proportioner och kraftig flykt. Den är mörk på ovansidan, vitaktig på strupe och kinder, och på nacken syns rostfärgade fläckar. På kinden syns ett kontrasterande svart mustaschstreck. Undersidan är ljust roströd med smala mörka streck. Benen är gula, liksom vaxhuden och i en ring rund ögat.
I både teckning och storlek liknar den afrikansk lärkfalk, men har helt annan kroppsbyggnad och skiljer sig även på vit strupe och de rostfärgade teckningarna i nacken. Lätet är ett typiskt falklikt ljust skri, "kree-kree-kreet" och "kek-kek-kek".

## Utbredning och systematik
Fågeln finns lokalt i höglänta områden från sydvästra Etiopien till sydvästra Moçambique i Östafrika. Den behandlas som monotypisk, det vill säga att den inte delas in i några underarter.

## Status och hot
Taitafalken har en mycket liten världspopulation bestående av uppskattningsvis endast 500–1000 vuxna individer. Den tros också minska i antal till följd av habitatförlust. Fågeln är därför upptagen på internationella naturvårdsunionen IUCN:s röda lista över hotade arter, kategoriserad som sårbar (VU).